# Cerkev Marijinega vnebovzetja, Turnišče
Cerkev Cerkev Marijinega vnebovzetja je v kraju Turnišče in Občini Turnišče. 15. avgusta 2007 je svetišče Marije pod logom bilo razglašeno za osrednje božjepotno središče murskosoboške škofije. 
Spada v župnijo Turnišče. 

## Iz zgodovine
Pod cerkveno upravo 1094. leta ustanovljene zagrebške škofije je prišlo tudi Prekmurje. Tedaj je nastala tudi župnija device Marije Pod logom ali Na pustinji v Turnišču. Stara je že 900 let, zato ji pravimo pražupnija. V letu 1334 jo zapisnik prvič omenja kot župnijo. Tu je bil sedež vicearhidiakona za vse Prekmurje. Ob ustanovitvi in še vrsto stoletij pozneje je obsegala ozemlje sedanjih samostojnih župnij Turnišča, Beltinec, Črenšovec, Dokležovja, Odranec in Velike Polane, to je ozemlje med Muro in Ledavo.

## Sprava med rodovino Jure in Haholdi (Banffy)
Kraj, kjer stoji cerkev, se je nekoč imenoval Črnec po možu in lastniku posesti, ki je bila tam naokoli. V bližini je bila staroslovenska utrdba »turen«, zato so okoliško naselje poimenovali Turnišče. Več stoletij sta bili naselbini Črnec, kjer je bila cerkev, in Turnišče ločeni. V novem veku pa so naselili prostor med njima. Na ozemlju turniške župnije je do leta 1267 gospodovala slovenska rodovina svobodnjakov Jure. Pred letom 1265 so bili srditi boji, ropanja in požigi med rodovino Jure in dolnjelendavskimi Haholdi, poznejšimi Banffyji. Da bi preprečil sovražnosti med rodovinama je vmes posegel madžarski kralj Bela IV. Do sprave med njima je prišlo v turniški cerkvi leta 1267, takrat imenovani »črnski«. Rodovina Jure se je morala umakniti iz turniške župnije na Goričko, kjer je prejela v zameno Gornje Petrovce, Sv. Benedikt in še pet sosednjih vasi. Potlej so imeli patronatstvo nad turniško cerkvijo dolnjelendavski Haholdi - Banffyji in ga obdržali do leta 1644, ko je rod v moškem kolenu izumrl.

## Banffyji in cerkev
Banffyji so dali dozidati ladjo stare turniške cerkve okoli leta 1380, ker je postala prvotna cerkev v obsegu starega svetišča pretesna za vso župnijo. Vso prvotno cerkev so spremenili v prezbiterij - svetišče nove cerkve. V letih 1380-1389 je cerkev po dokončani gotizaciji poslikal radgonski slikar Johannes Aquila (Janez Akvila) s svojo delavnico. S slik v turniški cerkvi je razvidno, da je bila cerkev romarska. V svetišču (na loku okrog apside) je bila v prvi polovci 14. stoletja naslikana podoba Device Marije zavetnice s plaščem. Župljani in romarji so tako imeli pred seboj to sliko in na oltarju še Marijino podobo, kar jih je spodbujalo, da so se z zaupanjem zatekali v Marijino varstvo. Druga slika iz 1383. leta predstavlja rotečo molitev štirih oseb Banffyjeve rodbine. Člani te družine, ki so bili pokrovitelji cerkve, se obračajo k Mariji, ki sedi na tronu in v naročju drži dete Jezusa.

## Romanje k Mariji na pustini
Pisatelj Jožef Košič pravi, da so že od nekdaj prihajali k Mariji Na pustini v Turnišče romarji s Štajerskega, Hrvaškega in Madžarskega. Govorili so o čudežnih ozdravljenjih različnih bolezni na Marijino priprošnjo. Med vdanimi romarji naj bi bil tudi Nikola Banffy, slavonski ban, ki se je pred praznikom Marijinega vnebovzetja postil ob kruhu in vodi, na praznik pa je pripešačil iz Lendave v Turnišče in prejel zakramente. Pri Radmožancih naj bi dal posekati del gozda, tako da je do romarskega kraja nastala bližnjica. Poimenovali so jo banska pot, tam nastali kraj pa je dobil ime Banuta.
Turški vpadi in reformacija v 17. stoletju so ovirali romanja v Turnišče. Nov razcvet je prineslo 18. stoletje.  
K Mariji Na pustini so romali (in še prihajajo) ljudje različnih slojev. Tako je bilo dolgo časa v navadi, da so zaročenci romali pred sklenitvijo zakona, da so si zagotovili blagoslov v zakonu, ker je bilo splošno prepričanje, da zakonci, ki niso poromali k Mariji, trpijo zaradi medsebojnih prepirov. Služinčad pa si je po navadi že pred vstopom v službo izgovorila, da bo smela vsaj enkrat letno poromati k Mariji v Turnišču. V določenih zgodovinskih obdobjih je bilo romarjev več ali manj, v zadnjih letih pa jih prihaja zelo veliko. Vsekakor tudi zato, ker je od leta 1992 15. avgust dan spomina na Marijino vnebovzetje, ne le verski, ampak dela prost dan. Zdaj verniki prihajajo pretežno z avtomobili, peš pa le domačini in ljudje iz sosednjih vasi. 

## Turki v Turnišču
Za turških časov so propadli kraji: Črnec, Bratkovci, Blažovci in Ivanci. Ozemlje izginulih krajev je obstajalo na obeh straneh Ledave. V času turških vpadov in oblasti pa je bila prizadeta tudi turniška cerkev. Ob vračanju poražene vojske leta 1664 pri Monoštru so Turki požgali tudi Turnišče. Popolnoma so bili uničeni župnišče ob cerkvi in okolica hiše. Tudi cerkev je bila ob požaru prizadeta, predvsem streha in ostrešje. O tem v vizitacijskem zapisniku iz leta 1669 piše: »Cerkev je v celoti zidana obenem z zvonikom. Streha je na novo prekrita nad ladjo in zvonikom s hrastovimi skodlami; streha nad zakristijo je prav tako na novo prekrita z opeko. V ladji je velik del lesenega stropa poslikan, na oboku so starinske slike. V zvoniku so trije zvonovi«. Ob poznejšem škofijskem pregledu cerkve - leta 1716 - pa je vizitator zapisal, da je turniška cerkev vsa obokana. Menda pri cerkvi (v zaselku Črnec) ni bilo varno prebivati, zato so sezidali novo župnišče v trgu Turnišče in ob njem so postavili 1675. leta tudi kapelico sv. Antona z namenom, da se tam hrani Najsvetejše, ker je daleč od župnijske cerkve in varneje. 
Turniška (sedaj stara) cerkev je po zapisniku iz leta 1778 zgrajena 1383. leta. Zvemo, da je bila vsa obokana in pokrita s skodlami. Prostora je bilo za 500 oseb. Imela je štiri oltarje in dve kapeli. Glavni oltar je bil leta 1778 posvečen Marijinemu vnebovzetju. Na desni je bil stranski oltar sv. Donata in na levi oltar žalostne Matere. Četrti oltar je bil pri koru v čast sv. Ani. Pri zvoniku sta bili dve kapeli: desna v čast sv. Barbari, na levi pa kapela v čast sv. Petru. V cerkvi so bile tedaj tri kripte (grobnice). Prva je bila kripta Banffyjeve rodbine. Ostali dve je dal postaviti župnik Herman, a so ju odstranili. 
Prvotna turniška cerkev je imela zvonik ob zakristiji. V njem so bili leta 1669 trije zvonovi, leta 1811 pa celo štirje. Ker so dotrajali, so se 1811. leta odločili, da sezidajo nov zvonik v sredini pred zahodno cerkveno steno. Delo so dokončali 1829. leta.

## Gradnja nove večje cerkve
Okoli leta 1900 so sklenili, da bodo sezidali novo cerkev. Načrte za novo cerkev je naredil dunajski arhitekt baron Ferstel. Nastala je triladijska bazilika. Cerkev je 26. decembra 1915 (na Štefanovo) blagoslovil lendavskli župnik in dekan Florijan Strausz. Ob množici vernikov so bili pri blagoslovitvi tudi patron Avgust Zichy in njegova družina - štiri hčerke, kajti žena Hedvika je bila že pokojna. 
Prva in druga svetovna vojna sta zahtevali čez sto žrtev iz turniške župnije, njihova imena pa so napisana na spominskih ploščah na predprostoru stare cerkve.

## Novejši čas
Novo pročelje je dobil zvonik, na katerem meri čas nova stolpna ura, izdelek urarja Mariča iz Beltinec. Na obe cerkvi (staro in novo) in župnišče so dali strelovodne naprave. Poskrbeli so za ogrevanje župnišča, cerkve in novih veroučnih prostorov (dvoetažna stavba). Pozlatiti so dali oltarje v novi cerkvi in poskrbeli za osvetlitev cerkve. Obnovili so pnevmatične Jenkove orgle, izdelane leta 1940. Po načrtih arhitekta Petra Požauka so uredili bogoslužni prostor, ki ga je 1982. leta blagoslovil škof dr. Franc Kramberger. Škof dr. Marjan Turnšek je 15. avgusta 2007 svetišče Marije pod logom v Turnišču razglasil za osrednje božjepotno središče murskosoboške škofije. 

## Arhitektura
Romanska enoladijska cerkvica z apsido iz druge tretjine 13. stoletja. V 14. stoletju prizidana večja gotska ladja, v kateri so gotske freske iz 14. stoletja (Johannes Aquila).
Cerkev stoji v neposredni bližini pokopališča in župnišča ob robu naselja Turnišče in ima z novo cerkvijo skupno srednjo steno.